# Noah Gray-Cabey
Noah Gray-Cabey (ur. 16 listopada 1995 w Newry w stanie Maine) – amerykański aktor. 
Najbardziej znany jest z ról Franklina Aloyisiousa Mumforda w sitcomie On, ona i dzieciaki oraz Micah Sandersa w serialu Herosi.